# Xoridesopus manisi
Xoridesopus manisi är en stekelart som beskrevs av Gupta 1983. Xoridesopus manisi ingår i släktet Xoridesopus och familjen brokparasitsteklar. Inga underarter finns listade i Catalogue of Life.